# Roumanie aux Jeux olympiques d'été de 2000
La Roumanie participe aux Jeux olympiques d'été de 2000 à Sydney. Il s'agit de sa 17e participation à des Jeux d'été.

## Nombre d'athlètes qualifiés par sport
Voici la liste des qualifiés et sélectionnés Roumains par sport (remplaçants compris) :
| Sport       | Hommes | Femmes | Total |
| ----------- | ------ | ------ | ----- |
| Athlétisme  | 6      | 19     | 25    |
| Aviron      | 13     | 15     | 28    |
| Boxe        | 9      | 0      | 9     |
| Canoë-kayak | 9      | 4      | 13    |

## Médaillés roumains
| Sport              | Discipline                  | Athlète(s) | Performance        | Date               |
| Médailles d'Or : 5 | Médailles d'Or : 5          | Médailles d'Or : 5 | Médailles d'Or : 5 | Médailles d'Or : 5 |
| ------------------ | --------------------------- | --- | ------------------ | ------------------ |
| Athlétisme         | 5 000 m                     | Gabriela Szabó | 14 min 40 s 79     | 25 septembre       |
| Aviron             | Deux sans barreur           | Georgeta Damian Doina Ignat | 7 min 11 s 00      | 23 septembre       |
| Aviron             | Huit                        | Georgeta Damian Viorica Susanu Ioana Olteanu Veronica Cochela Magdalena Dumitrache Elisabeta Lipa Liliana Gafencu Doina Ignat Elena Georgescu | 6 min 06 s 44      | 24 septembre       |
| Aviron             | Deux de couple poids légers | Constanța Burcică Angela Alupei | 7 min 02 s 64      | 24 septembre       |
| Canoe-Kayak        | C2 1000m                    | Florin Popescu Mitică Pricop | 3 min 37 s 355     | 30 septembre       |

| Sport                  | Discipline             | Athlète(s)             | Performance            | Date                   |
| Médailles d'argent : 3 | Médailles d'argent : 3 | Médailles d'argent : 3 | Médailles d'argent : 3 | Médailles d'argent : 3 |
| ---------------------- | ---------------------- | ---------------------- | ---------------------- | ---------------------- |
| Athlétisme             | 1 500 m                | Violeta Szekely        | 4 min 05 s 15          | 30 septembre           |
| Athlétisme             | Marathon               | Lidia Șimon            | 2 h 23 min 22 s        | 24 septembre           |
| Boxe                   | Poids moyens           | Marian Simion          | 25-23                  | 1 octobre              |

| Sport                   | Discipline              | Athlète(s)                                         | Performance             | Date                    |
| Médailles de bronze : 4 | Médailles de bronze : 4 | Médailles de bronze : 4                            | Médailles de bronze : 4 | Médailles de bronze : 4 |
| ----------------------- | ----------------------- | -------------------------------------------------- | ----------------------- | ----------------------- |
| Athlétisme              | 1 500 m                 | Gabriela Szabó                                     | 4 min 05 s 27           | 30 septembre            |
| Athlétisme              | Saut en hauteur         | Oana Musunoiu-Pantelimon                           | 2,01 m                  | 30 septembre            |
| Boxe                    | Poids welters           | Dorel Simion                                       | 19-10                   | 28 septembre            |
| Canoe-Kayak             | C2 500m                 | Florin Popescu Mitică Pricop                       | 1 min 54 s 260          | 1 octobre               |
| Canoe-Kayak             | K4 500m                 | Raluca Ioniță Mariana Limbau Elena Radu Sanda Toma | 1 min 37 s 010          | 30 septembre            |

## Athlétisme

### Hommes
| Athlète        | Épreuve              | Séries        | Séries      | Quarts de finale | Quarts de finale | Demi-finales | Demi-finales | Finale          | Finale  |
| Athlète        | Épreuve              | Temps         | Rang        | Temps            | Rang             | Temps        | Rang         | Temps           | Rang    |
| -------------- | -------------------- | ------------- | ----------- | ---------------- | ---------------- | ------------ | ------------ | --------------- | ------- |
| Florin Ionescu | 3000 mètres steeple  | 8 min 37 s 44 | 8e          | Eliminé          | Eliminé          | Eliminé      | Eliminé      | Eliminé         | Eliminé |
| Costica Balan  | 20 kilomètres marche | Non disputé   | Non disputé | Non disputé      | Non disputé      | Non disputé  | Non disputé  | 1 h 23 min 42 s | 18e     |

| Athlète        | Épreuve          | Qualification | Qualification | Finale      | Finale  |
| Athlète        | Épreuve          | Performance   | Rang          | Performance | Rang    |
| -------------- | ---------------- | ------------- | ------------- | ----------- | ------- |
| Bogdan Țăruș   | Saut en longueur | 8,00 m        | 12e           | 8,00 m      | 9e      |
| Ionut Punga    | Triple saut      | 16,72 m       | 14e           | Eliminé     | Eliminé |
| Gheorghe Guset | Lancer du poids  | 18,56 m       | 30e           | Eliminé     | Eliminé |
| Costel Grasu   | Lancer du disque | NM            | /             | Eliminé     | Eliminé |

### Femmes
| Athlète         | Épreuve              | Séries         | Séries      | Quarts de finale | Quarts de finale | Demi-finales  | Demi-finales | Finale          | Finale             |
| Athlète         | Épreuve              | Temps          | Rang        | Temps            | Rang             | Temps         | Rang         | Temps           | Rang               |
| --------------- | -------------------- | -------------- | ----------- | ---------------- | ---------------- | ------------- | ------------ | --------------- | ------------------ |
| Otilia Ruicu    | 400 m                | 52 s 65        | 3e          | 52 s 28          | 6e               | Eliminé       | Eliminé      | Eliminé         | Eliminé            |
| Elena Iagăr     | 800 m                | 2 min 07 s 56  | 7e          | Eliminé          | Eliminé          | Eliminé       | Eliminé      | Eliminé         | Eliminé            |
| Violeta Szekely | 1 500 m              | 4 min 10 s 18  | 1er         | Non disputé      | Non disputé      | 4 min 06 s 60 | 1er          | 4 min 05 s 15   | Médaille d'argent  |
| Gabriela Szabó  | 1 500 m              | 4 min 08 s 33  | 3e          | Non disputé      | Non disputé      | 4 min 07 s 38 | 4e           | 4 min 05 s 27   | Médaille de bronze |
| Elena Iagăr     | 1 500 m              | 4 min 11 s 35  | 4e          | Non disputé      | Non disputé      | 4 min 14 s 75 | 12e          | Eliminé         | Eliminé            |
| Gabriela Szabó  | 5 000 m              | 15 min 08 s 36 | 1er         | Non disputé      | Non disputé      | Non disputé   | Non disputé  | 14 min 40 s 79  | Médaille d'or      |
| Lidia Șimon     | Marathon             | Non disputé    | Non disputé | Non disputé      | Non disputé      | Non disputé   | Non disputé  | 2 h 23 min 22 s | Médaille d'argent  |
| Alina Gherasim  | Marathon             | Non disputé    | Non disputé | Non disputé      | Non disputé      | Non disputé   | Non disputé  | 2 h 36 min 16 s | 29e                |
| Anuța Cătună    | Marathon             | Non disputé    | Non disputé | Non disputé      | Non disputé      | Non disputé   | Non disputé  | DNF             | /                  |
| Ionela Târlea   | 400 m haies          | 56 s 40        | 3e          | Non disputé      | Non disputé      | 54 s 70       | 4e           | 54 s 35         | 6e                 |
| Norica Cimpean  | 20 kilomètres marche | Non disputé    | Non disputé | Non disputé      | Non disputé      | Non disputé   | Non disputé  | 1 h 31 min 50 s | 6e                 |
| Ana Maria Groza | 20 kilomètres marche | Non disputé    | Non disputé | Non disputé      | Non disputé      | Non disputé   | Non disputé  | 1 h 33 min 38 s | 13e                |

| Athlète                  | Épreuve           | Qualification | Qualification | Finale      | Finale             |
| Athlète                  | Épreuve           | Performance   | Rang          | Performance | Rang               |
| ------------------------ | ----------------- | ------------- | ------------- | ----------- | ------------------ |
| Oana Musunoiu-Pantelimon | Saut en hauteur   | 1,94 m        | 12e           | 2,01 m      | Médaille de bronze |
| Monica Iagăr             | Saut en hauteur   | 1,94 m        | 10e           | 1,93 m      | 9e                 |
| Viorica Tigau            | Saut en longueur  | 6,25 m        | 27e           | Eliminé     | Eliminé            |
| Cristina Nicolau         | Triple saut       | 14,14 m       | 10e           | 14,17 m     | 6e                 |
| Nicoleta Grasu           | Lancer du disque  | 58,87 m       | 19e           | Eliminé     | Eliminé            |
| Felicia Țilea-Moldovan   | Lancer du javelot | 58,75 m       | 15e           | Eliminé     | Eliminé            |
| Ana Mirela Termure       | Lancer du javelot | 56,31 m       | 22e           | Eliminé     | Eliminé            |
| Viorica Tigau            | Heptathlon        | Non disputé   | Non disputé   | 5893 pts    | 18e                |

## Aviron

### Hommes
| Athlète(s) | Compétition         | Série         | Série | Repêchage     | Repêchage | Demi-finale   | Demi-finale | Finale                 | Finale |
| Athlète(s) | Compétition         | Temps         | Rang  | Temps         | Rang      | Temps         | Rang        | Temps                  | Rang   |
| --- | ------------------- | ------------- | ----- | ------------- | --------- | ------------- | ----------- | ---------------------- | ------ |
| Valeriu Andrunache Adrian Bucenschi Valentin Robu Florin Corbeanu                                                                     | Quatre sans barreur | 6 min 14 s 00 | 4e    | 6 min 11 s 24 | 2e        | 6 min 15 s 14 | 6e          | Finale B 6 min 06 s 73 | 4e     |
| Costel Mutescu Vasile Mastacan Cornel Nemtoc Florian Tudor Viorel Talapan Andrei Banica Gheorghe Pirvan Dorin Alupei Dumitru Răducanu | Huit                | 5 min 36 s 93 | 4e    | 5 min 43 s 24 | 2e        | Non disputé   | Non disputé | Finale A 5 min 43 s 89 | 6e     |

### Femmes
| Athlète(s) | Compétition                 | Série         | Série | Repêchage     | Repêchage   | Demi-finale   | Demi-finale | Finale                 | Finale        |
| Athlète(s) | Compétition                 | Temps         | Rang  | Temps         | Rang        | Temps         | Rang        | Temps                  | Rang          |
| --- | --------------------------- | ------------- | ----- | ------------- | ----------- | ------------- | ----------- | ---------------------- | ------------- |
| Elisabeta Lipă Veronica Cochela | Deux de couple              | 7 min 08 s 70 | 1er   | Non disputé   | Non disputé | Non disputé   | Non disputé | Finale A 7 min 05 s 05 | 5e            |
| Doina Spîrcu Aurica Chirita Elena Popa Crina Violeta Serediuc                                                                                 | Quatre de couple            | 6 min 52 s 01 | 5e    | 6 min 50 s 34 | 4e          | Non disputé   | Non disputé | Finale B 6 min 46 s 78 | 3e            |
| Georgeta Damian Doina Ignat | Deux sans barreur           | 7 min 16 s 22 | 1er   | Non disputé   | Non disputé | Non disputé   | Non disputé | 7 min 11 s 00          | Médaille d'or |
| Georgeta Damian Viorica Susanu Ioana Olteanu Veronica Cochela Magdalena Dumitrache Elisabeta Lipa Liliana Gafencu Doina Ignat Elena Georgescu | Huit                        | 6 min 06 s 66 | 1er   | Non disputé   | Non disputé | Non disputé   | Non disputé | 6 min 06 s 44          | Médaille d'or |
| Constanța Burcică Angela Alupei | Deux de couple poids légers | 7 min 16 s 65 | 1er   | Non disputé   | Non disputé | 6 min 59 s 85 | 1er         | 7 min 02 s 64          | Médaille d'or |

## Boxe

### Hommes
| Athlète             | Catégorie          | 16e de finale            | 8e de finale          | Quart de finale          | Demi-finale              | Finale                   |
| Athlète             | Catégorie          | Adversaire Résultat      | Adversaire Résultat   | Adversaire Résultat      | Adversaire Résultat      | Adversaire Résultat      |
| ------------------- | ------------------ | ------------------------ | --------------------- | ------------------------ | ------------------------ | ------------------------ |
| Marian Velicu       | Poids mi-mouches   | Victoire Turquie 20-8    | Défaite Cuba 1-16     | Eliminé                  | Eliminé                  | Eliminé                  |
| Bogdan Dobrescu     | Poids mouches      | Victoire Chine 12-3      | Défaite Cuba 12-27    | Eliminé                  | Eliminé                  | Eliminé                  |
| Crinu Raicu-Olteanu | Poids coqs         | Victoire Grèce 7-2       | Victoire Mexique 24-8 | Défaite États-Unis 19-26 | Eliminé                  | Eliminé                  |
| Ovidiu Bobimat      | Poids plumes       | Défaite Kazakhstan 5-14  | Eliminé               | Eliminé                  | Eliminé                  | Eliminé                  |
| Gheorghe Lungu      | Poids légers       | Victoire Éthiopie 15-3   | Défaite Mexique 11-14 | Eliminé                  | Eliminé                  | Eliminé                  |
| Dorel Simion        | Poids welters      | Victoire Porto Rico 16-1 | Victoire Cuba 11-7    | Victoire Allemagne 26-14 | Défaite Russie 10-19     | Eliminé                  |
| Marian Simion       | Poids moyens       | Victoire Italie 19-8     | Victoire Mexique 17-1 | Victoire France 29-14    | Victoire Thaïlande 26-16 | Défaite Kazakhstan 23-25 |
| Grigor Risco        | Poids mi-lourds    | Défaite Ouzbékistan 6-15 | Eliminé               | Eliminé                  | Eliminé                  | Eliminé                  |
| Constantin Onofrei  | Poids super-lourds | Défaite Nigeria 14-17    | Eliminé               | Eliminé                  | Eliminé                  | Eliminé                  |

## Canoe-Kayak

### Course en ligne

#### Hommes
| Athlète                                                       | Compétition | Éliminatoires  | Éliminatoires | Demi-finales   | Demi-finales | Finale A       | Finale A           |
| Athlète                                                       | Compétition | Temps          | Rang          | Temps          | Rang         | Temps          | Rang               |
| ------------------------------------------------------------- | ----------- | -------------- | ------------- | -------------- | ------------ | -------------- | ------------------ |
| Geza Magyar                                                   | K1 500m     | 1 min 42 s 733 | 3e            | 1 min 41 s 482 | 4e           | Eliminé        | Eliminé            |
| Marian Baban                                                  | K1 1000m    | 3 min 45 s 127 | 5e            | 3 min 47 s 215 | 7e           | Eliminé        | Eliminé            |
| Corneli Vasile Curuzan Romica Serban                          | K2 500m     | 1 min 33 s 184 | 4e            | 1 min 32 s 975 | 6e           | Eliminé        | Eliminé            |
| Corneli Vasile Curuzan Sorin Petcu Romica Serban Marian Sirbu | K4 1000m    | 3 min 05 s 341 | 5e            | 3 min 05 s 101 | 6e           | Eliminé        | Eliminé            |
| Florin Huidu                                                  | C1 500m     | 1 min 53 s 076 | 4e            | 1 min 53 s 277 | 4e           | Eliminé        | Eliminé            |
| Florin Huidu                                                  | C1 1000m    | 3 min 56 s 770 | 5e            | 4 min 03 s 910 | 5e           | Eliminé        | Eliminé            |
| Florin Popescu Mitică Pricop                                  | C2 500m     | 1 min 41 s 904 | 1er           | Non disputé    | Non disputé  | 1 min 54 s 260 | Médaille de bronze |
| Florin Popescu Mitică Pricop                                  | C2 1000m    | 3 min 37 s 340 | 1er           | Non disputé    | Non disputé  | 3 min 37 s 355 | Médaille d'or      |

#### Femmes
| Athlète                                            | Compétition | Éliminatoires  | Éliminatoires | Demi-finales   | Demi-finales | Finale A       | Finale A           |
| Athlète                                            | Compétition | Temps          | Rang          | Temps          | Rang         | Temps          | Rang               |
| -------------------------------------------------- | ----------- | -------------- | ------------- | -------------- | ------------ | -------------- | ------------------ |
| Sanda Toma                                         | K1 500m     | 1 min 54 s 738 | 4e            | 1 min 56 s 310 | 5e           | Eliminé        | Eliminé            |
| Raluca Ioniță Mariana Limbău                       | K2 500m     | 1 min 43 s 204 | 2e            | Non disputé    | Non disputé  | 1 min 59 s 264 | 4e                 |
| Raluca Ioniță Mariana Limbău Elena Radu Sanda Toma | K4 500m     | 1 min 35 s 935 | 3e            | Non disputé    | Non disputé  | 1 min 37 s 010 | Médaille de bronze |